# Quilta
Quilta es un género de saltamontes de la subfamilia Oxyinae, familia Acrididae, y está asignado a la tribu Oxyini. Este género se distribuye en Indochina.

## Especies
Las siguientes especies pertenecen al género Quilta:
- Quilta deschauenseei Rehn, 1957
- Quilta mitrata (Stål, 1861)
- Quilta oryzae Uvarov, 1925